# Акматов, Айзар Талантбекович
Айзар Талантбекович Акматов (24 августа 1998) — киргизский футболист, защитник сборной Кыргызстана.

## Биография

### Клубная карьера
Занимался футболом с семи лет в Футбольном центре г. Бишкека под руководством тренера Александрова Владимира Владимировича, затем — в юношеских командах «Дордоя». На взрослом уровне начал выступать в составе клуба «Ала-Тоо», позднее играл в высшей лиге Кыргызстана за «Алгу», и за «Дордой». В составе «Дордоя» — чемпион Кыргызстана 2019 и 2021 годов, в составе «Алги» — серебряный призёр чемпионата 2020 года.
В 2022 году играл в чемпионате Бангладеш за «Шейх Руссел». Вернувшись на родину, стал выступать за клуб «Абдыш-Ата».

### Карьера в сборной
Выступал за сборные Кыргызстана младших возрастов, начиная с 16 лет. В составе олимпийской сборной Кыргызстана участник Азиатских игр 2018 года, сыграл 3 матча.
В национальной сборной Кыргызстана дебютировал 10 сентября 2018 года в товарищеском матче против Сирии, заменив на 94-й минуте Кайрата Жыргалбек уулу.
Включён в состав сборной на финальный турнир Кубка Азии 2019 года, однако ни разу не вышел на поле.
7 июня 2021 года в игре отборочного турнира чемпионата мира против Монголии (0:1) отыграл весь матч в воротах, так как всех трёх вратарей сборной не допустили до игры из-за подозрений в заражении COVID-19.